# Minuta
Minuta è stato un collettivo musicale di artisti italiani e svizzeri conosciutisi online.

## Storia
Dopo le prime collaborazioni virtuali sono arrivate quelle reali, con la pubblicazione, sotto etichetta N3Music, delle compilation Cose piccole con strumenti piccoli (2004) e Sogninfranti (2005), in cui ogni "minutiano" ha rivisitato in chiave elettronica brani o tormentoni tipicamente estivi.
Nel 2007 esce la compilation Invasioni, abbinata alla Biennale dell'immagine di Chiasso.
Ultima pubblicazione del collettivo Minuta è Minuta vs Amalia Grè, album all'interno del quale sono contenute rivisitazioni e remix di brani dei primi due album della poliedrica artista.
A partire dal 2006 Minuta si è evoluta in Minuta Records, che si occupa della pubblicazioni di Ep di tutti i musicisti facenti parte del collettivo sui principali portali di distribuzione online.
Il 26 dicembre 2010, a causa della prematura scomparsa di Giovanni "Giò" Cleis, ideatore e fondatore del collettivo, Minuta cessa formalmente di esistere.

## Discografia
- Cose piccole con strumenti piccoli (2004) N3Music/Self
- Sogninfranti (2005) N3Music/Self
- Invasioni (2006) IFDUIF
- Minuta vs Amalia Grè (2008) EMI Capitol
- FR33 P455 70 MY P3R50N4L M4N1C0M10 (2008) Jed